# 9678 ван дер Мер
9678 ван дер Мер (9678 van der Meer) — астероїд головного поясу, відкритий 24 вересня 1960 року.
Тіссеранів параметр щодо Юпітера — 3,378.
Названо на честь Симона ван дер Мера нід. Simon van der Meer, нар.1925) — голландського фізика, лауреата Нобелівської премії з фізики 1984р., разом з Карлом Руббіа, «За вирішальний внесок у великий проект, здійснення якого привело до відкриття квантів поля W й Z - носіїв слабкої взаємодії».